# Club de Mar Mallorca
El Club de Mar Mallorca es un club náutico español, una asociación de socios sin ánimo de lucro, con sede en Palma de Mallorca.

## Historia
Tras conseguir una concesión de ocupación de dominio público portuaria otorgada en 1969 por 50 años, se procedió a la construcción del club, que, tras tres años de trabajos, inauguró sus instalaciones el 1 de junio de 1972. Antes del vencimiento de la concesión, el 19 de octubre de 2019, el club la renovó en 2017 con la Autoridad Portuaria de Baleares hasta 2044.
Nació con la intención de atraer a Mallorca desde la costa azul francesa a las embarcaciones de grandes esloras.

## Actividad deportiva
Organiza anualmente la regata Illes Balears Clàssics para embarcaciones clásicas y de época, y ha organizado el Campeonato del Mundo de IMS 50 y el Trofeo Ulysse Nardin. 
Es el club al que pertenece el equipo Acciona Sailing, cuyo barco Acciona Sailing compitió en la Vendée Globe patroneado por Javier Sansó.